# Herbert Kirn
Herbert Kirn (* 17. März 1921 in Offenburg; † 26. Juli 2012) war ein deutscher Ingenieur, Lehrbeauftragter und Honorarprofessor. Er war Inhaber mehrerer Patente sowie Autor zahlreicher Fachbücher und Fachveröffentlichungen, insbesondere auf dem Gebiet der Elektrowärmetechnik.

## Leben
Herbert Kirn studierte an der Badischen Höheren Technischen Lehranstalt (Staatstechnikum) in Karlsruhe Elektrotechnik und schloss das Studium als Ingenieur ab. Im Zuge der Weiterentwicklung der Ingenieurschulen sowie der Hochschulreformen wurde er zum Ing. (grad.) nachgraduiert und später zum Dipl.-Ing. (FH) nachdiplomiert. Er war langjähriger Abteilungsleiter in der Hauptverwaltung der Badenwerk AG in Karlsruhe.
Von 1971 bis 1976 hatte Herbert Kirn ein einen Lehrauftrag an der Fachhochschule Karlsruhe im Fachbereich Architektur für das Fachgebiet Elektrische Haustechnik und Beleuchtungstechnik. Von 1974 bis 1991 war er an der Fachhochschule Karlsruhe im Fachbereich Elektrische Energietechnik 34 Semester Lehrbeauftragter für das Fachgebiet Elektrowärmetechnik. Er vermittelte dabei die erforderlichen Grundlagen und führte begleitende Versuche im Elektrowärmelabor durch, das auf seine Initiative hin gegründet und von ihm eingerichtet wurde. Als 1977 das Institut für Rationelle Energieanwendung (IREA) an der Fachhochschule Karlsruhe gegründet wurde, war Herbert Kirn an vorderster Stelle beteiligt. In Anbetracht seiner Verdienste wurde ihm 1978 vom Ministerium für Wissenschaft und Kunst Baden-Württemberg der Titel Honorarprofessor verliehen.
Neben einer Vielzahl an Veröffentlichungen war Herbert Kirn Herausgeber der zum Standardwerk gewordenen achtbändigen Fachbuchreihe über Grundlagen und Anwendungen der Wärmepumpentechnik. Zudem war er Inhaber zahlreicher Patente und Schutzrechte. Darüber hinaus arbeitete er in verschiedenen nationalen und internationalen Gremien mit.

## Patentanmeldungen (Auswahl)
- Patent  DE1923705U: Steuergerät für elektrisch beheizte Wärmespeicheröfen. Angemeldet am 5. Oktober 1960, veröffentlicht am 16. September 1965, Anmelder: Herbert Kirn, Erfinder: Herbert Kirn.‌
- Patent  DE1465050A1: Verfahren und Vorrichtung zur Regelung der Energiezufuhr zu einem Wärmespeicherofen. Angemeldet am 18. Juli 1963, veröffentlicht am 19. Dezember 1968, Anmelder: Herbert Kirn, Erfinder: Herbert Kirn.‌
- Patent  DE1883095U: Ferngesteuerter elektrischer Speicherofen. Angemeldet am 24. September 1963, veröffentlicht am 21. November 1963, Anmelder: Herbert Kirn, Erfinder: Herbert Kirn.‌
- Patent  DE1465055A1: Anordnung zur Fernsteuerung der Aufladung mindestens einer elektrischen Wärmespeicher-Heizeinrichtung. Angemeldet am 4. Dezember 1963, veröffentlicht am 19. Dezember 1968, Anmelder: Herbert Kirn, Erfinder: Herbert Kirn.‌
- Patent  DE1540864A1: Verfahren und Vorrichtung zur Fernsteuerung elektrischer Heizeinrichtungen. Angemeldet am 24. April 1964, veröffentlicht am 8. Januar 1970, Anmelder: Herbert Kirn, Erfinder: Herbert Kirn.‌
- Patent  DE1540869A1: Vorrichtung zur Fernsteuerung elektrischer Heizeinrichtungen. Angemeldet am 10. Juni 1964, veröffentlicht am 2. Januar 1970, Anmelder: Herbert Kirn, Erfinder: Herbert Kirn.‌
- Patent  DE1935686U: Witterungsgesteuertes Steuergerät für den Ladebeginn, insbesondere bei Nachtstromspeicheröfen. Angemeldet am 4. Januar 1966, veröffentlicht am 31. März 1966, Anmelder: Herbert Kirn, Erfinder: Herbert Kirn.‌
- Patent  DE1579683A1: Witterungsgesteuertes Steuergerät für den Ladebeginn, insbesondere bei Nachtstromspeicheröfen. Angemeldet am 7. Januar 1966, veröffentlicht am 13. August 1970, Anmelder: Herbert Kirn, Erfinder: Herbert Kirn.‌
- Patent  DE1942185U: Speicherheizgerät mit verstellbarem Aufladetemperaturregler. Angemeldet am 5. Mai 1966, veröffentlicht am 14. Juli 1966, Anmelder: Herbert Kirn, Erfinder: Herbert Kirn.‌
- Patent  DE1565636A1: Verfahren zum Verschieben des Ladebeginn-Zeitpunktes bei Elektro-Wärmespeichern. Angemeldet am 15. Juli 1966, veröffentlicht am 21. Mai 1970, Anmelder: Herbert Kirn, Erfinder: Herbert Kirn.‌
- Patent  DE1615345A1: Fernsteuervorrichtung für die Aufladung von Elektrowärme-Speichern. Angemeldet am 19. Juni 1967, veröffentlicht am 14. Mai 1970, Anmelder: Herbert Kirn, Erfinder: Herbert Kirn.‌
- Patent  DE2348741A1: Integrierendes Aufladesteuerverfahren für Elektrospeicherheizungen. Angemeldet am 28. September 1973, veröffentlicht am 10. April 1975, Anmelder: Herbert Kirn, Erfinder: Herbert Kirn.‌
- Patent  DE2532395A1: Polumschaltbarer Linearmotor. Angemeldet am 19. Juli 1975, veröffentlicht am 20. Januar 1977, Anmelder: Herbert Kirn, Erfinder: Herbert Kirn.‌
- Patent  DE2758737A1: Verfahren zum Betreiben einer Wärmepumpe. Angemeldet am 29. Dezember 1977, veröffentlicht am 5. Juli 1979, Anmelder: Siemens AG, Erfinder: Herbert Kirn.‌

## Veröffentlichungen (Auswahl)
- Wärmepumpen. C. F. Müller Verlag, Karlsruhe 1979, ISBN 978-3-7880-7119-6.
- mit Alfred Hadenfeldt: Anwendung der Elektrowärmepumpe. C. F. Müller Verlag, Karlsruhe 1979, ISBN 978-3-7880-7120-2.
- Wärmequellen und Wärmespeicher. C. F. Müller Verlag, Karlsruhe 1983, ISBN 978-3-7880-7194-3.
- Grundlagen der Wärmepumpentechnik. C. F. Müller Verlag, Karlsruhe 1983, ISBN 978-3-7880-7209-4.
- Chronik der Elektroraumheizung in der Bundesrepublik Deutschland in den letzten 40 Jahren. In: Geschichte der Elektroraumheizung, Schriftenreihe Elektrowärme-Praxis, Bd. 93, Vulkan-Verlag, Essen 1984.
- Bestimmung der Temperatur von Freileitungsseilen. Elektrizitätswirtschaft 87 (1988), H. 21, S. 1055–1065.
- mit Markus Palic: Messung und Berechnung von Freileitungsseiltemperaturen bei veränderlichen Strombelastungen. Elektrotechnische Zeitschrift ETZ, Jg. 111 (1990), S. 1016–1023.
- Aufheizvorgänge von Körpern unter Berücksichtigung von Strahlung und Konvektion. Elektrowärme international, 50 (1992).
- Der rasende Satan. Biografischer Roman. Verlag Fischer und Fischer, Frankfurt/Main 2005, ISBN 978-3-89950-107-0.